# Лазарев, Александр Сергеевич
Алекса́ндр Серге́евич Ла́зарев (3 января 1938, Ленинград — 2 мая 2011, Абрамцево) — советский и российский актёр театра и кино; народный артист РСФСР (1977), лауреат Государственной премии СССР (1977).

## Биография
Родился в Ленинграде в семье художника. Отец — Сергей Николаевич Лазарев (1899—1984), мать — Олимпиада Кузьминична Тарасова (1907—1996). Родная сестра его матери, Раиса Кузьминична Чуринова (ур. Тарасова, 1911—?), работала в Александринском театре в костюмерном цехе. Пережив блокадную зиму, семья была эвакуирована в Оренбург, вернулась в 1944 году после снятия блокады.
В 1955 году по окончании школы поступал в Ленинградский театральный институт, но после первого тура был отобран приехавшей комиссией Школы-студии МХАТ для обучения в Москве.
 Окончил Школу-студию МХАТ в 1959 году (курс В. Я. Станицына), совершил попытку вернуться в Ленинград, показывался в Театре комедии Н. П. Акимову, но был принят Н. П. Охлопковым в труппу Театра имени Маяковского, которому оставался верен на протяжении всей жизни.
Кинодебют состоялся в 1961 году в фильме «Вольный ветер»; в кино сыграл около сотни ролей. В кино Лазарев воплощал и трагические, и комические образы.
В 1968 году на экраны вышел фильм Георгия Натансона «Ещё раз про любовь», где актер сыграл физика Электрона Евдокимова — немного циничного и надменного ловеласа. Изначально на эту роль пробовался Владимир Высоцкий. Для него даже специально сшили ботинки на высоком каблуке, поскольку он был ниже Татьяны Дорониной, которую уже утвердили на главную роль. Однако режиссер после просмотра первой совместной сцены заменил Высоцкого Лазаревым. В год выхода картина стала лидером проката, ее посмотрели более 40 миллионов зрителей.
В 1980 году он снялся в ситуационной комедии «Вечерний лабиринт», где сыграл попавшего в нелепую ситуацию руководителя.
Член Союза театральных деятелей СССР с 1962 года, Союза кинематографистов СССР с 1973 года, член КПСС с 1975 года. С 2002 года являлся академиком Российской академии кинематографических искусств «Ника».
В последние годы Александр Лазарев почти не снимался, но на сцене продолжал играть.
Александр Лазарев скончался 2 мая 2011 года у себя на даче в подмосковном Абрамцево. Незадолго до этого он выписался из больницы. По одной из версий, причиной смерти стал оторвавшийся тромб. Похоронен 5 мая 2011 года на Троекуровском кладбище в Москве.

### Семья
Младший брат — Юрий Лазарев (род. 1944), актёр.
Супруга — Светлана Немоляева (род. 1937), актриса.
Сын — Александр Лазарев-младший (род. 1967), актёр. Внучка — Полина Лазарева (род. 1990), актриса Московского театра имени Маяковского. Внук — Сергей Лазарев (род. 2000).
Дача в подмосковном Абрамцево стала любимым место актерской семьи. В скромном двухэтажном домике Светлана Владимировна и Александр Сергеевич отдыхали от шумного города, дышали чистым воздухом, собирали грибы – на участке растет лес.

## Театральные роли
- «Антигона и другие» П. Карваша — поручик
- «Аристократы» Н. Погодина — Алёша / Костя-капитан
- «Бег» М. Булгакова, режиссёр Андрей Гончаров — Хлудов
- «Валенсианские безумцы» Л. де Вега, режиссёр Татьяна Ахрамкова — Клайв Чэмпиэн-Ченей
- «Венсеремос!» Г. Боровика, режиссёр Андрей Гончаров — Карлос Бланко
- «Время любить» Б. Ласкина — Алексей Ромашин
- «Встреча» — Ле-Гувен
- «Высокий» — поэт
- «Гамлет» У. Шекспира — Фортинбрас / Марцелл / Бернардо / Горацио / король-актёр / капитан при Фортинбрасе
- «Голубая рапсодия» Н. Погодина — Каплин
- «Дети Ванюшина» С. Найдёнова, режиссёр Андрей Гончаров — Константин
- «Долгожданный» А. Салынского, режиссёр Андрей Гончаров — Мытников
- «Женитьба» Н. Гоголя, режиссёр Сергей Арцибашев — Анучкин
- «Жертва века» по пьесе А. Островского «Последняя жертва», режиссёр Андрей Гончаров — Лавр Мироныч Прибытков
- «Жизнь Клима Самгина» по М. Горькому, режиссёр Андрей Гончаров — ротмистр
- «Завтра была война» Б. Васильева, режиссёр Андрей Гончаров — Люберецкий
- «Золотой конь» Я. Райниса — чёрный принц
- «…И порвётся серебряный шнур» А. Казанцева — писатель Певшин
- «Иркутская история» А. Арбузова, режиссёр Николай Охлопков — Виктор Бойцов
- «Кавказский меловой круг» Б. Брехта — Абашвили / Давид / старик
- «Как поживаешь, парень?» В. Пановой, режиссёр Елена Зотова — пылкий парень
- «Как поссорились…» по повести Н. Гоголя — Иван Иванович Перерепенко, достойный и почётный житель славного города Миргорода
- «Камешки на ладони» А. Салынского — Дорм
- «Карамазовы» по Ф. Достоевскому — Фёдор Павлович Карамазов
- «Кин IV» Г. Горина, режиссёр Татьяна Ахрамкова — Эдмунд Кин
- «Клоп» В. Маяковского — слесарь / пожарник
- «Конец книги шестой» Е. Брошкевича — Рэтик
- «Круг» С. Моэма, режиссёр Татьяна Ахрамкова — Клайв Чэмпиэн-Ченей
- «Леди Макбет Мценского уезда» по Н. Лескову, режиссёр Андрей Гончаров — Борис Тимофеевич
- «Маленькая студентка» Н. Погодина — Каплин
- «Мария» А. Салынского — Бокарев
- «Маяковский начинается» М. Розовского — Маяковский
- «Медея» Еврипида — Ясон
- «Между ливнями» А. Штейна, режиссёр Николай Охлопков — Гуща
- «Мёртвые души» по Н. Гоголю — Павлин Фаддеич Ноздрёв
- «Мир без меня» Ю. Эдлиса — Меншиков
- «Нас где-то ждут» А. Арбузова — Леднёв
- «Неопубликованный репортаж» Р. Ибрагимбекова, режиссёр Андрей Гончаров — Фарид Салаев
- «Океан» А. Штейна — Часовников-сын
- «Опасная тишина» А. Вейцлера и А. Мишарин — Уралов
- «Перебежчик» братьев Тур — Вальтер Шерлинг
- «Плоды просвещения» Л. Толстого, режиссёр Пётр Фоменко — Леонид Фёдорович Звездинцев
- «Побег из Ночи» братьев Тур — метрдотель
- «Поворот ключа» М. Кундеры — офицер
- «Проводы белых ночей» В. Пановой — следователь
- «Разгром» по роману А. Фадеева — молодой офицер
- «Ревизор» Н. Гоголя — Антон Антонович Сквозник-Дмухановский
- «Садовник и тень» Л. Леонова — Сергей
- «Смерть Тарелкина» А. Сухово-Кобылина, режиссёр Пётр Фоменко — Варравин
- «Смех лангусты» Дж. Марелла, режиссёр Сергей Яшин — Жорж Питу
- «Современные ребята» М. Шатрова — Феликс
- «Таланты и поклонники» А. Островского — Мелузов
- «Царь Эдип» Софокла — Тиресий
- «Человек из Ламанчи» Д. Вассермана и Д. Дэриона, режиссёр Андрей Гончаров — Сервантес / Дон Кихот
- «Чума на оба ваши дома!» Г. Горина, режиссёр Татьяна Ахрамкова — синьор Монтекки
- «Шутка мецената» по роману А. Аверченко, режиссёр Татьяна Ахрамкова — меценат

## Фильмография
- 1961 — Вольный ветер — Янго
- 1964 — Вызываем огонь на себя — Фёдор, командир партизанского отряда
- 1966 — На диком бреге — Сакко Надточиев
- 1967 — Возмездие (Солдатами не рождаются) — немецкий военврач
- 1968 — Ещё раз про любовь — Электрон Евдокимов, физик
- 1968 — Рыцарь мечты — предсказатель / шарманщик
- 1969 — Цветы запоздалые — Топорков
- 1971 — Смертный враг — Александр Игнатьевич Ящуров
- 1971 — Чёрные сухари (СССР, ГДР)
- 1972 — За всё в ответе — Александр Машков, физик
- 1972 — Семнадцатый трансатлантический — Лухманов, капитан транспорта «Кузбасс»
- 1973 — Дмитрий Кантемир — Пётр I
- 1973 — За час до рассвета — Державин
- 1974 — Звезда экрана — Игорь Греков, режиссёр снимающейся картины
- 1974 — Время её сыновей — Иван Гуляев, физик
- 1975 — На ясный огонь — актёр в ресторане «Одеон», подпольщик
- 1975 — Такая короткая долгая жизнь — Константин Калугин
- 1975 — Волны Чёрного моря — Заря-Заряницкий, генерал
- 1976 — Собственное мнение — Константинов, секретарь парткома
- 1976 — Трудный день — понедельник (короткометражный) — Забелин
- 1977 — Риск — благородное дело — Евгений Листов, артист
- 1977 — Хождение по мукам — Жадов, поручик
- 1978 — Бархатный сезон — Анри Ламер
- 1978 — Где ты был, Одиссей? — Варбург, оберфюрер службы безопасности
- 1979 — Выгодный контракт — Александр Сергеевич Трегубов, генерал КГБ
- 1980 — Вечерний лабиринт — начальник «Главаттракциона»
- 1980 — Через тернии к звёздам — Виктор Климов, профессор
- 1981 — Сказка, рассказанная ночью — Петер Мунк, атаман разбойников
- 1982 — Берегите мужчин! — Георгий Ильич Граф, скульптор
- 1982 — Владивосток, год 1918 — Джолиок
- 1982 — Инспектор Лосев — Михаил Александрович Зурих
- 1983 — Демидовы — Пётр I
- 1984 — Последний шаг — Карцев
- 1984 — Челюскинцы — О. Ю. Шмидт
- 1985 — Дайте нам мужчин! — ректор
- 1985 — Прыжок — Дмитрий
- 1985 — Странная история доктора Джекила и мистера Хайда — Лэньон
- 1985 — Дети солнца — Дмитрий Вагин, художник
- 1986 — По главной улице с оркестром — Валентин Романовский, заведующий кафедрой
- 1986 — Таинственный узник — император Александр II
- 1986 — Тайный посол — Пётр I
- 1987 — В Крыму не всегда лето — Николай Семашко
- 1988 — Приключения Квентина Дорварда, стрелка королевской гвардии — король Людовик XI
- 1989 — Не сошлись характерами — Роман Ильич Горохов
- 1990 — Арбатский мотив — Пётр Валентинович, учёный-марксист
- 1991 — Veniks. Половые щётки — Клебер Карлье
- 1991 — Тень, или Может быть, всё обойдётся — доктор
- 1992 — Быть влюблённым
- 1992 — Мужской зигзаг — Батюшкин-старший
- 1992 — Мелочи жизни — Игорь Андреевич Шведов, модельер
- 1993 — Провинциальный бенефис
- 1994 — Охота
- 1994 — Мольба о прощении
- 1995 — За что? (Россия, Польша) — губернатор Царицына
- 2000 — Бременские музыканты & Co — Старый Пёс
- 2000 — Третьего не дано
- 2001 — Хозяин «Империи» — отец Кузнецова
- 2001 — С новым счастьем! 2. Поцелуй на морозе — профессор Куропатов, дедушка Леночки
- 2003 — Желанная — Илья в старости
- 2003 — Люди и тени 2. Оптический обман — Плутон
- 2003 — Невеста по почте / Mail Order Bride (США) — картёжник № 1
- 2004 — Сёстры — Николай Иванович, отец Маши, отчим Аллы и Нины
- 2004 — Ландыш серебристый — Мансуров, народный артист СССР
- 2004 — Смерть Таирова — Александр Сергеевич, старый директор / Челионати
- 2007 — Карнавальная ночь 2, или 50 лет спустя — участник ансамбля ложкарей
- 2007 — Когда её совсем не ждёшь (Украина) — Сан Саныч
- 2008 — Тринадцать месяцев (Украина) — Николай Николаевич
- 2010 — Виски с молоком — бомж
- 2010 — Гербарий Маши Колосовой (Россия, Украина) — отец Миши
- 2010 — Энигма — Вениамин Карлович Петракович, профессор
- 2011 — Голубка — Витольд Сабельников, известный певец, друг Подольских

## Телеспектакли
- 1968 — Портрет Дориана Грея — Бэзил Холлуорд
- 1971 — Таланты и поклонники — Пётр Егорович Мелузов
- 1971 — Что делать? — автор
- 1975 — Мальчик со шпагой — Анатолий Афанасьевич Артемьев, директор школы
- 1978 — Игроки — Кругель
- 1979 — Месяц длинных дней — Александр Николаевич, директор типографии
- 1979 — Интервью в Буэнос-Айресе — Карлос Бланко
- 1981 — Охотник — Зубарин
- 1986 — Жизнь Клима Самгина — Роман Георгиевич, ротмистр
- 1987 — Братишка, люби революцию! — от автора
- 1989 — Село Степанчиково и его обитатели — Егор Ильич Ростанев, полковник
- 1990 — Завтра была война — Люберецкий
- 1991 — Смех лангусты — Жорж Питу, секретарь
- 1997 — Звёздная ночь в Камергерском — участник капустника МХТ
- 2002 — Кин IV — Эдмунд Кин
- 2002 — Чума на оба ваши дома! — синьор Монтекки

## Радиоспектакли
- 1965 — «Полный поворот кругом» (реж. Андрей Тарковский) — Богарт, американский лётчик
- 1969 — «Синюшкин колодец» по сказу Павла Бажова — (реж. Роза Иоффе) — Двоерылко[9]

## Озвучивание
Фильмы
- 1984—1986 — Михайло Ломоносов — Феофан Прокопович (роль Соса Саркисяна)
- 1988 — Житие Дон Кихота и Санчо — Дон Кихот (роль Кахи Кавсадзе)

Мультипликация
- 2004 — Столичный сувенир — отец Александра

## Признание и награды
- заслуженный артист РСФСР (29 апреля 1970)[10];
- Государственная премия СССР (1977) — за исполнение роли Карлоса Бланко в спектакле «Венсеремос!» Г. Боровика[1];
- народный артист РСФСР (7 января 1977) — за заслуги в области советского киноискусства[11];
- Хрустальная Турандот (1995) — за роль Эдмунда Кина в спектакле «Кин IV» Г. Горина[4];
- орден «За заслуги перед Отечеством» IV степени (3 февраля 1998) — за большие заслуги в развитии театрального искусства[12];
- орден «За заслуги перед Отечеством» III степени (25 января 2008) — за большой вклад в развитие отечественного театрального искусства и многолетнюю творческую деятельность[13][14].

## Память
Творчеству актёра посвящены телепередачи
- «Лазарев и Немоляева. Ещё раз про любовь» («Первый канал», 2008)[15]
- «Больше, чем любовь. Светлана Немоляева и Александр Лазарев» («Культура», 2012)[16]
- «„Раскрывая тайны звёзд“: Александр Лазарев» («Москва 24», 2018)[17]
- «Александр Лазарев и Светлана Немоляева. Испытание верностью» («ТВ Центр», 2018)[18]
- «Александр Лазарев. „Острова“» («Культура», 2018)[19]
- «Александр Лазарев» («Звезда», 2020)[20]
- «Александр Лазарев» («Звезда», 2022)[21]